# Theodore Frelinghuysen
Theodore Frelinghuysen, né le 28 mars 1787 et mort le 12 avril 1862, est un avocat, président d'université et une personnalité politique américaine.

## Biographie
Theodore Frelinghuysen, né le 28 mars 1787, diplômé du college du New Jersey en 1804, est admis au barreau en 1808. Pendant la guerre de 1812, il commande une compagnie de volontaires et, en 1829, il est élu sénateur des États-Unis. Il est nommé chancelier de l'université de New York en 1838; est nommé vice-président des États-Unis en 1844; et en 1850 devient président de l'université Rutgers. Il meurt le 12 avril 1862.